# Tipula eumecacera
Tipula eumecacera är en tvåvingeart som beskrevs av Paul Gustav Eduard Speiser 1909. 
Tipula eumecacera ingår i släktet Tipula och familjen storharkrankar. Artens utbredningsområde är Tanzania. Inga underarter finns listade i Catalogue of Life.